# Сјене (филм)
Сјене је српски краткометражни филм из 2014. године. Филм је продуцирао Милош Љубомировић, који је уједно и писао сценарио за филм, заједно са Срђаном Бановићем и Мухаремом Баздуљом. Филм је мастер рад Милоша Љубомировића на Факултету драмских уметности Универзитета уметности у Београду, урађен на основу  стенографских белешки доктора Мартина Папенхајма, које је водио током разговора са Гаврилом Принципом.
Премијера филма одржана је у Дому омладине Београда 25. новембра 2014. године

## Радња филма
Главни лик у филму је Франтишек Лебл, аустријски чувар чешке националности. Радња се одвија у једној непроспаваној ноћи после Великог рата, када се чувар присећа мучења у којима је учествововао у Терезину над Младобосанцима у периоду од скоро четири године њиховог боравка у тамници. Присећа се и разговора Гарила Принципа са психијатором Папанхајмом, а осећај кривице га одвлачи у стање где тешко разграничава стварност од фикције.

## Улоге
| Глумац               | Улога               |
| -------------------- | ------------------- |
| Александар Радојичић | Фратишек Лебл       |
| Никола Ракочевић     | Гаврило Принцип     |
| Небојша Глоговац     | др Мартин Папенхајм |
| Драган Петровић      | др Левит            |
| Лука Мијатовић       | Недељко Чабриновић  |
| Лазар Ђукић          |                     |
| Никола Глишић        | чувар               |